# Amtseinführung von John Adams

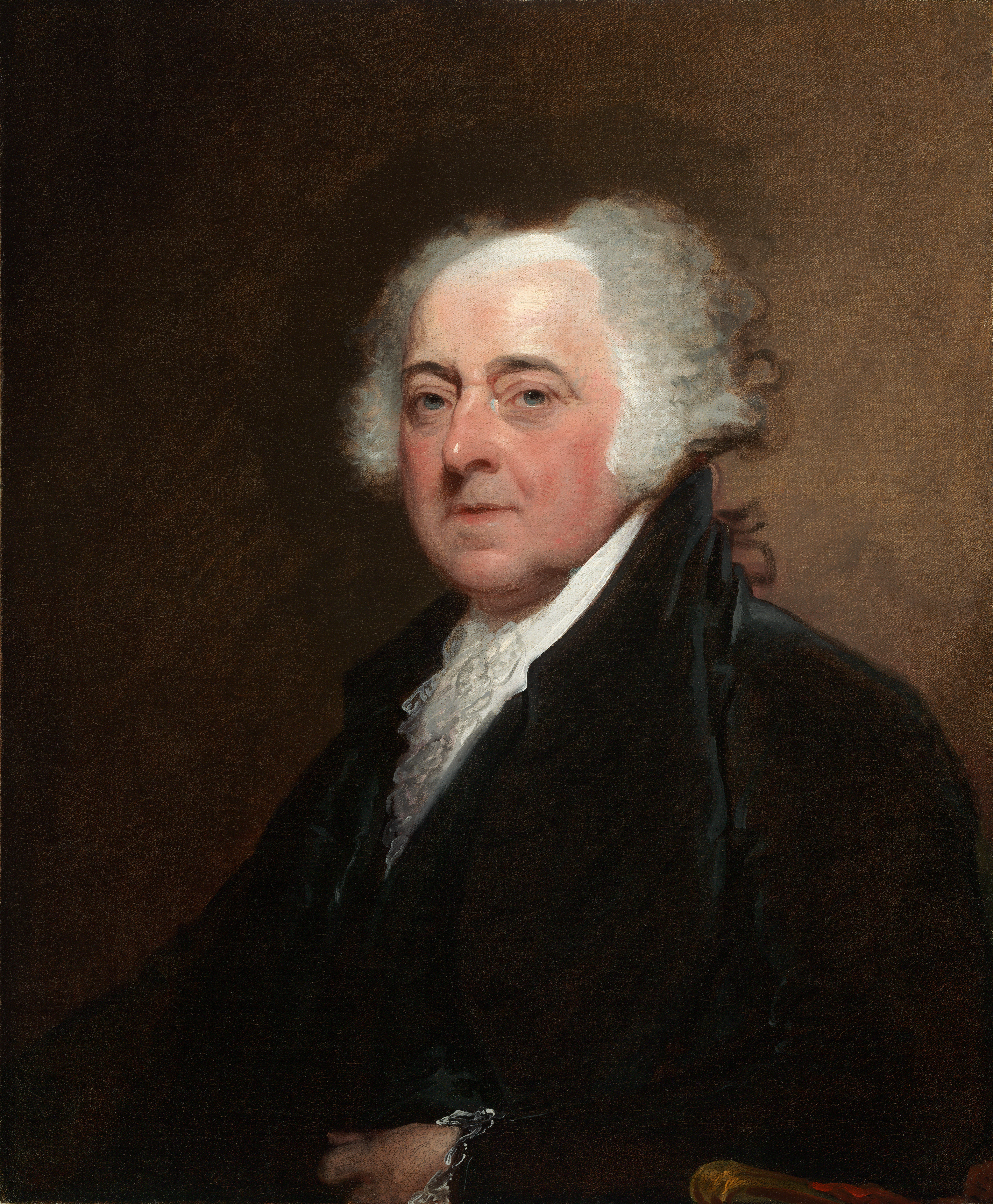
John Adams

Die Amtseinführung von John Adams als zweiter Präsident der Vereinigten Staaten fand am Samstag, den 4. März 1797, in der Kongresshalle des Repräsentantenhauses in Philadelphia, Pennsylvania, statt. Die Amtseinführung markierte den Beginn der vierjährigen Amtszeit von John Adams als Präsident und von Thomas Jefferson als Vize-Präsident. Der Amtseid wurde John Adams erstmals vom Obersten Richter Oliver Ellsworth abgenommen.

## Antrittsrede
In der Antrittsrede vor dem 5. Kongress der Vereinigten Staaten kam Adams auf den amerikanischen Unabhängigkeitskrieg und die Unterdrückung durch die britische Krone zu sprechen. Er lobte die Vernunft und Rechtschaffenheit des Volkes und betonte seine Ablehnung des europäischen Feudalismus. Adams rief, wie viele andere Präsidenten nach ihm zu diesem Anlass, zur Verständigung zwischen den Parteien auf. Er führte seine durch den dortigen Aufenthalt erworbene Bewunderung für die französische Nation an und sprach sich außenpolitisch für eine Fortsetzung des Friedenskurses aus. Die 2308-Wörter-Rede enthielt außerdem eine Hommage an seinen Amtsvorgänger George Washington sowie das Versprechen, die Entwicklung von Bildungsinstitutionen zu unterstützen.
Mit 737 Wörtern beinhaltet Adams Antrittsrede den längsten Satz aller Antrittsreden von US-Präsidenten.